# ماچاخی
ماچاخی (به ترکی آذربایجانی: Maçaxı) یک منطقهٔ مسکونی در جمهوری آذربایجان است که در شهرستان اسماعیل‌لی واقع شده‌است. ماچاخی ۱۳۶ نفر جمعیت دارد.